# Клайнхольша
Клайнхольша или Ма́лы-Го́лешов (нем. Kleinholscha; в.-луж. Mały Holešow) — деревня в Верхней Лужице, Германия. Входит в состав коммуны Нешвиц района Баутцен в земле Саксония. Подчиняется административному округу Дрезден.
Деревня находится между дорогой федерального подчинения Бундесштрассе 96 и рекой Шварцвассер (Чорница) на юго-западе от административного центра коммуна Нешвиц и на юге от деревни Голешов.
В деревне действует рыбацкий дом природоохранной станции Нешвица.
В настоящее время деревня входит в состав культурно-территориальной автономии «Лужицкая поселенческая область», на территории которой действуют законодательные акты земель Саксонии и Бранденбурга, содействующие сохранению лужицких языков и культуры лужичан.